# Премия журнала Empire (2017)
22-я церемония вручения наград премии «Империя» за заслуги в области кинематографа за 2016 год состоялась 19 марта 2017 года в концертном зале The Roundhouse (Лондон, Великобритания). Номинанты в 22-х категориях были объявлены 7 февраля 2017 года.

## Список лауреатов и номинантов
Количество наград/номинаций:
- 3/9: «Изгой-один. Звёздные войны: Истории»
- 0/7: «Прибытие»
- 4/6: «Фантастические твари и где они обитают»
- 1/5: «Ла-Ла Ленд» / «Дэдпул» / «Доктор Стрэндж»
- 0/5: «Охота на дикарей»
- 2/4: «Я, Дэниел Блейк»
- 0/4: «Первый мститель: Противостояние»
- 0/3: «Славные парни»
- 2/2: «Ведьма»
- 1/2: «Сальный душитель» / «Голос монстра»
- 0/2: «Новая эра Z» / «Любой ценой» / «Моана» / «Американская милашка»

 • Лауреаты выделены отдельным цветом. 
| Категории                                                     | Лауреаты и номинанты                                                                        |
| ------------------------------------------------------------- | ------------------------------------------------------------------------------------------- |
| Лучший фильм                                                  | • Изгой-один. Звёздные войны: Истории / Rogue One: A Star Wars Story                        |
| Лучший фильм                                                  | • Охота на дикарей / Hunt for the Wilderpeople                                              |
| Лучший фильм                                                  | • Прибытие / Arrival                                                                        |
| Лучший фильм                                                  | • Ла-Ла Ленд / La La Land                                                                   |
| Лучший фильм                                                  | • Дэдпул / Deadpool                                                                         |
| Лучший британский фильм                                       | • Я, Дэниел Блейк / I, Daniel Blake                                                         |
| Лучший британский фильм                                       | • Высотка / High-Rise                                                                       |
| Лучший британский фильм                                       | • Новая эра Z / The Girl with All the Gifts                                                 |
| Лучший британский фильм                                       | • Фантастические твари и где они обитают / Fantastic Beasts and Where to Find Them          |
| Лучший британский фильм                                       | • Эдди «Орёл» / Eddie the Eagle                                                             |
| Лучшая комедия                                                | • Сальный душитель / The Greasy Strangler                                                   |
| Лучшая комедия                                                | • Охота на дикарей / Hunt for the Wilderpeople                                              |
| Лучшая комедия                                                | • Дэдпул / Deadpool                                                                         |
| Лучшая комедия                                                | • Славные парни / The Nice Guys                                                             |
| Лучшая комедия                                                | • Охотники за привидениями / Ghostbusters                                                   |
| Лучший фильм ужасов                                           | • Ведьма / The Witch                                                                        |
| Лучший фильм ужасов                                           | • В тени / Under the Shadow / زیر سایه                                                      |
| Лучший фильм ужасов                                           | • Зелёная комната / Green Room                                                              |
| Лучший фильм ужасов                                           | • Заклятие 2 / The Conjuring 2                                                              |
| Лучший фильм ужасов                                           | • Не дыши / Don't Breathe                                                                   |
| Лучший научно-фантастический фильм или фэнтези                | • Голос монстра / A Monster Calls                                                           |
| Лучший научно-фантастический фильм или фэнтези                | • Прибытие / Arrival                                                                        |
| Лучший научно-фантастический фильм или фэнтези                | • Доктор Стрэндж / Doctor Strange                                                           |
| Лучший научно-фантастический фильм или фэнтези                | • Изгой-один. Звёздные войны: Истории / Rogue One: A Star Wars Story                        |
| Лучший научно-фантастический фильм или фэнтези                | • Кловерфилд, 10 / 10 Cloverfield Lane                                                      |
| Лучший триллер                                                | • Джейсон Борн / Jason Bourne                                                               |
| Лучший триллер                                                | • Виктория / Victoria                                                                       |
| Лучший триллер                                                | • Под покровом ночи / Nocturnal Animals                                                     |
| Лучший триллер                                                | • Любой ценой / Hell or High Water                                                          |
| Лучший триллер                                                | • Первый мститель: Противостояние / Captain America: Civil War                              |
| Лучший анимационный фильм                                     | • В поисках Дори / Finding Dory                                                             |
| Лучший анимационный фильм                                     | • Кубо. Легенда о самурае / Kubo and the Two Strings                                        |
| Лучший анимационный фильм                                     | • Аномализа / Anomalisa                                                                     |
| Лучший анимационный фильм                                     | • Моана / Moana                                                                             |
| Лучший анимационный фильм                                     | • Твоё имя / 君の名は。 (Kimi no Na wa)                                                     |
| Лучший документальный фильм (Best Documentary)                | • Supersonic                                                                                |
| Лучший документальный фильм (Best Documentary)                | • Тринадцатая / 13th                                                                        |
| Лучший документальный фильм (Best Documentary)                | • Weiner                                                                                    |
| Лучший документальный фильм (Best Documentary)                | • My Scientology Movie                                                                      |
| Лучший документальный фильм (Best Documentary)                | • The Beatles: Eight Days a Week – The Touring Years                                        |
| Лучший короткометражный фильм (Best Short Film)               | • Путь к сердцу / Inner Workings                                                            |
| Лучший короткометражный фильм (Best Short Film)               | • Песочник / Piper                                                                          |
| Лучший короткометражный фильм (Best Short Film)               | • Town vs Gown                                                                              |
| Лучший короткометражный фильм (Best Short Film)               | • Дорога грома / Thunder Road                                                               |
| Лучший короткометражный фильм (Best Short Film)               | • Время взаймы / Borrowed Time                                                              |
| Лучший актёр                                                  | • Эдди Редмэйн — «Фантастические твари и где они обитают» (за роль Ньюта Саламандера)       |
| Лучший актёр                                                  | • Райан Гослинг — «Ла-Ла Ленд» (за роль Себастьяна Уайлдера)                                |
| Лучший актёр                                                  | • Кейси Аффлек — «Манчестер у моря» (за роль Ли Чандлера)                                   |
| Лучший актёр                                                  | • Райан Рейнольдс — «Дэдпул» (за роль Уэйда Уилсона / Дэдпула)                              |
| Лучший актёр                                                  | • Бенедикт Камбербэтч — «Доктор Стрэндж» (за роль доктора Стивена Стрэнджа)                 |
| Лучшая актриса                                                | • Фелисити Джонс — «Изгой-один. Звёздные войны: Истории» (за роль Джин Эрсо)                |
| Лучшая актриса                                                | • Натали Портман — «Джеки» (за роль Джеки Кеннеди)                                          |
| Лучшая актриса                                                | • Эми Адамс — «Прибытие» (за роль Луизы Бэнкс)                                              |
| Лучшая актриса                                                | • Рут Негга — «Лавинг» (за роль Милдред Лавинг)                                             |
| Лучшая актриса                                                | • Эмма Стоун — «Ла-Ла Ленд» (за роль Мии Долан)                                             |
| Мужской дебют                                                 | • Дэйв Джонс — «Я, Дэниел Блейк»                                                            |
| Мужской дебют                                                 | • Джулиан Деннисон — «Охота на дикарей»                                                     |
| Мужской дебют                                                 | • Льюис Макдугалл — «Голос монстра»                                                         |
| Мужской дебют                                                 | • Риз Ахмед — «Изгой-один. Звёздные войны: Истории»                                         |
| Мужской дебют                                                 | • Том Холланд — «Первый мститель: Противостояние» (за роль Питера Паркера / Человека-паука) |
| Женский дебют                                                 | • Аня Тейлор-Джой — «Ведьма»                                                                |
| Женский дебют                                                 | • Сенниа Нануа — «Новая эра Z»                                                              |
| Женский дебют                                                 | • Саша Лейн — «Американская милашка»                                                        |
| Женский дебют                                                 | • Хейли Сквайрс — «Я, Дэниел Блейк»                                                         |
| Женский дебют                                                 | • Ангури Райс — «Славные парни»                                                             |
| Лучший режиссёр                                               | • Гарет Эдвардс — «Изгой-один. Звёздные войны: Истории»                                     |
| Лучший режиссёр                                               | • Тайка Вайтити — «Охота на дикарей»                                                        |
| Лучший режиссёр                                               | • Дени Вильнёв — «Прибытие»                                                                 |
| Лучший режиссёр                                               | • Кен Лоуч — «Я, Дэниел Блейк»                                                              |
| Лучший режиссёр                                               | • Андреа Арнольд — «Американская милашка»                                                   |
| Лучший сценарий                                               | • «Дэдпул»                                                                                  |
| Лучший сценарий                                               | • «Прибытие»                                                                                |
| Лучший сценарий                                               | • «Славные парни»                                                                           |
| Лучший сценарий                                               | • «Охота на дикарей»                                                                        |
| Лучший сценарий                                               | • «Любой ценой»                                                                             |
| Лучший саундтрек                                              | • «Ла-Ла Ленд»                                                                              |
| Лучший саундтрек                                              | • «Синг Стрит» (англ.)                                                                      |
| Лучший саундтрек                                              | • «Сальный душитель»                                                                        |
| Лучший саундтрек                                              | • «Прибытие»                                                                                |
| Лучший саундтрек                                              | • «Моана»                                                                                   |
| Лучшая работа художника-постановщика (Best Production Design) | • «Фантастические твари и где они обитают»                                                  |
| Лучшая работа художника-постановщика (Best Production Design) | • «Доктор Стрэндж»                                                                          |
| Лучшая работа художника-постановщика (Best Production Design) | • «Прибытие»                                                                                |
| Лучшая работа художника-постановщика (Best Production Design) | • «Ла-Ла Ленд»                                                                              |
| Лучшая работа художника-постановщика (Best Production Design) | • «Изгой-один. Звёздные войны: Истории»                                                     |
| Лучший дизайн костюмов                                        | • «Фантастические твари и где они обитают»                                                  |
| Лучший дизайн костюмов                                        | • «Доктор Стрэндж»                                                                          |
| Лучший дизайн костюмов                                        | • «Дэдпул»                                                                                  |
| Лучший дизайн костюмов                                        | • «Изгой-один. Звёздные войны: Истории»                                                     |
| Лучший дизайн костюмов                                        | • «Первый мститель: Противостояние»                                                         |
| Лучший грим и причёски                                        | • «Фантастические твари и где они обитают»                                                  |
| Лучший грим и причёски                                        | • «Отряд самоубийц»                                                                         |
| Лучший грим и причёски                                        | • «Изгой-один. Звёздные войны: Истории»                                                     |
| Лучший грим и причёски                                        | • «Неоновый демон»                                                                          |
| Лучший грим и причёски                                        | • «Стартрек: Бесконечность»                                                                 |
| Лучшие визуальные эффекты                                     | • «Доктор Стрэндж»                                                                          |
| Лучшие визуальные эффекты                                     | • «Изгой-один. Звёздные войны: Истории»                                                     |
| Лучшие визуальные эффекты                                     | • «Книга джунглей»                                                                          |
| Лучшие визуальные эффекты                                     | • «Фантастические твари и где они обитают»                                                  |
| Лучшие визуальные эффекты                                     | • «Первый мститель: Противостояние»                                                         |
| Лучший телесериал (Best TV Series)                            | • Ночной администратор / The Night Manager                                                  |
| Лучший телесериал (Best TV Series)                            | • Игра престолов / Game of Thrones                                                          |
| Лучший телесериал (Best TV Series)                            | • Очень странные дела / Stranger Things                                                     |
| Лучший телесериал (Best TV Series)                            | • Шерлок / Sherlock                                                                         |
| Лучший телесериал (Best TV Series)                            | • Мир Дикого запада / Westworld                                                             |
| Лучшая видеоигра (Best Video Game)                            | • Uncharted 4: A Thief’s End                                                                |
| Лучшая видеоигра (Best Video Game)                            | • Overwatch                                                                                 |
| Лучшая видеоигра (Best Video Game)                            | • Battlefield 1                                                                             |
| Лучшая видеоигра (Best Video Game)                            | • FIFA 17                                                                                   |
| Лучшая видеоигра (Best Video Game)                            | • The Last Guardian                                                                         |
| Герой премии «Империя»                                        | • Том Хиддлстон                                                                             |
| Вдохновение премии «Империя»                                  | • Люк Бессон                                                                                |
| Empire Legend                                                 | • Сэр Патрик Стюарт                                                                         |